# Saint-Hippolyte-du-Fort
Saint-Hippolyte-du-Fort är en kommun i departementet Gard i regionen Occitanien i södra Frankrike. Kommunen ligger i kantonen Saint-Hippolyte-du-Fort som tillhör arrondissementet Le Vigan. År 2022 hade Saint-Hippolyte-du-Fort 3 739 invånare.

## Befolkningsutveckling
Antalet invånare i kommunen Saint-Hippolyte-du-Fort
Referens:INSEE